# Jenix
Jenix es una banda alemana de Rock originaria de Zittau . La banda se formo alrededor de la cantante Jenny Böttcher y fue fundada en el año 2003, alcanzó reconocimiento en su país gracias al apoyo de Silbermond, así como a actuaciones en festivales y victorias en competiciones. Su canción más famosa , Here We Go Again, fue lanzada en 2011; Unos meses más tarde se lanzó el álbum debut Kill the Silence .

## Historia
Los integrantes masculinos se conocieron en una Big band dirigida por el padre de Hepper. Después de que los tres músicos Tobias Krostack, Ferdinand Hepper y Jan Linke conocieran a Jenny Böttcher, cuando tenía 14 años, como cantante, la nueva banda de rock se fundó con el primer ensayo el 4 de junio de 2003. En sus primeras actuaciones en su ciudad natal y en la vecina Jonsdorf sólo tocaron Covers . En 2004 se creó el nombre “Jenix” y la banda compuso sus propias canciones, en un principio en inglés y alemán. Silbermond descubrió a Jenix como teloneros, entre otras cosas, para un concierto benéfico conjunto en Schmochtitz, que se convirtió en un evento anual. En 2005, Jenix también realizó el acto de apertura de H-Blockx .

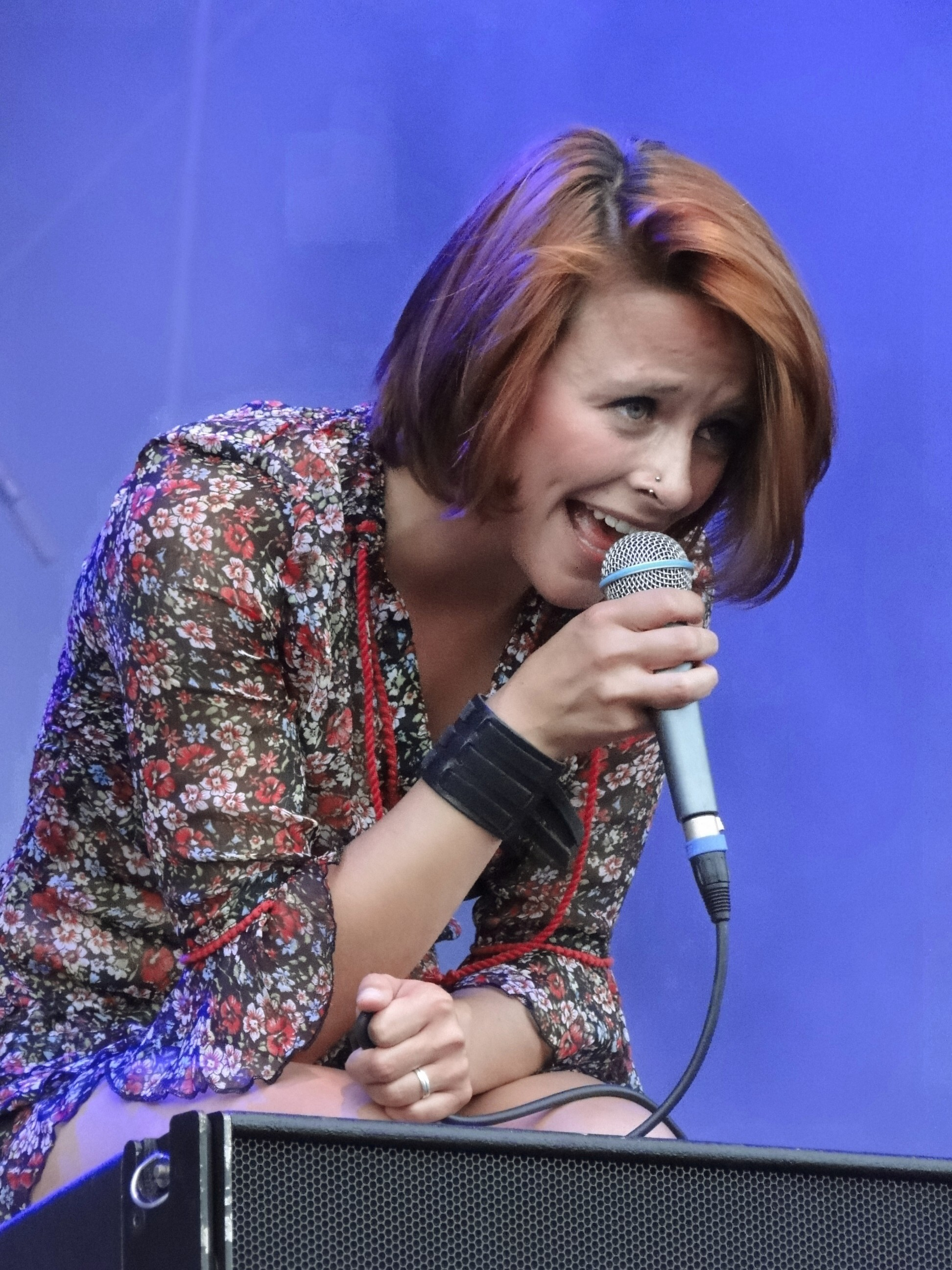
Jenny Böttcher 2012 en Dresde

El año siguiente estuvo marcado por el éxito en concursos de bandas con cuatro victorias y dos premios del público, por ejemplo, en el “Sachsen rockt” en Mittweida . En un evento organizado por la estación de radio MDR Jump, Jenix ganó una actuación en el Festival Highfield . Como parte del Coca-Cola Soundwave Discovery Tour 2007, la banda sajona viajó a Tesalónica y al Festival Hurricane. Cuando volvió de Grecia y conoció por casualidad a Bloodhound Gang, fue contratada como telonera para conciertos en Lindau, Rostock y Núremberg . En diciembre, Jenix también acompañó a H-Blockx en cuatro conciertos en Alemania y Austria.
El año 2008 ocurrió un revés debido a que el autobús de la gira se quemó, lo cual Jenix plasmo en su canción más famosa, “Here We Go Again”. Otras canciones exitosas como “Breakin'” y “Covergirl” también fueron creadas durante este tiempo. La banda ha actuado en el proyecto Ideensounds, en la feria juvenil YOU y en la VR Stararena de Braunschweig, entre otros. A principios de 2009, Jenix representó a la Alta Lusacia en la Semana Verde de Berlín. En la primavera, el grupo, apoyado por el bajista de H-Blockx, Stephan “Gudze” Hinz, grabó canciones para su álbum debut planeado.
Después de un taller en la VW Soundfoundation en febrero de 2010, Jenix acompañó a Silbermond en gran cantidad de sus conciertos, durante su gira de verano. El día 9 de julio se lanzó el CD benéfico conjunto “Silbermond meets Jenix” que tenía como objetivo ayudar a las víctimas y damnificados del terremoto en Haití. Cada grupo interpretó una canción de la otra banda en una versión acústica: Jenix canto “Unendlich” y Silbermond cantó “Here We Go Again”.  En sus intentos por producir su álbum debut, lograron un progreso significativo a pesar de los problemas causados por el desastre de las inundaciones al fundar su propio sello discográfico, JNX-Records, el 26 de octubre de 2010.  En los últimos meses del año, la banda Zittau organizó su primera gira por clubes, que comenzó el 11 de junio de diciembre en su ciudad natal.
El día 4 de marzo del año 2011 fue lanzado el sencillo Here We Go Again y logro entrar en las listas musicales en el puesto número 95. La canción Catch Fire, que también fue incluida en el CD, fue seleccionada como tema principal del Campeonato Internacional Alemán de Motociclismo.  El 15 de julio, la banda lanzó su álbum debut Kill the Silence el cual contenía doce pistas, que incluye una versión de Picture de Tom Lüneburger . La gira del álbum comenzó el 11 de mayo en la ciudad de  Berlín y en un principio paso por ocho ciudades alemanas. Lüneburger fue el telonero que acompañó a la banda. La gira siguió en los meses de noviembre y diciembre de 2011.
El 4 de junio de 2013, Jenix celebró el aniversario número diez de la banda con un concierto Acústico en línea. 
El 14 de febrero de 2014 se lanzó el sencillo We are so young como el tema del nuevo álbum Circles . El segundo álbum de la banda fue lanzado el 7 de marzo y el 14 de abril iniciaron una gira a través de once ciudades.

## Discografía
Álbumes
- Kill the Silence (2011)
- Círcles (7 de marzo de 2014)

Sencillos
- Silbermond trifft Jenix (2010)
- Here We Go Again (2011)
- We Are so young (14 de febrero de 2014)